# Kerstin Bergendal
Kerstin Bergendal, född 1957 i Göteborg, är en svensk konstnär och kurator, bosatt i Danmark. Hennes konstnärliga arbete fasthåller ett fokus på platser, deras roll och dilemman. Kerstin Bergendal har utvecklat metoder och strategier för att generera lokal förändringskraft och nya former för offentliga samtal, genom långsamma kartläggningar av människors vardag. I sin konstnärliga praktik använder sig Bergendal av teckning, foto, video och metoder för ren lek, samt strategier för kritisk intervention och deltagande. Bland hennes mest kända verk återfinns PARK LEK (2010-2014) - ett flera år långt utopiskt konstprojekt som samtidigt växte till ett reellt ingrepp i en stadsplaneringsprocess.
Kerstin Bergendal är utbildad vid Det Kongelige Danske Kunstakademi (1984 -92) och Konstfack (1983-1984). Bergendal ledde omdaningen av Overgaden Institut for Samtidskunst i Köpenhamn 1996 – 2002 i samarbete med konsthistorikeren Simon Sheikh. I Roskilde curaterade hon ett elvaårigt konstprogram i relation till kommunens utveckling av en ny stadsdel Trekroner - The Trekroner Art Plan Project. Bergendal har även varit kommittémedlem i danska Statens Kunstfond, samt gästprofessor vid Skolen for Mur og Rum vid Det Kongelige Danske Kunstakademi. Sedan 2013 arbetar Kerstin Bergendal som lärare vid Valands Konsthögskola.
1991 bildade Kerstin Bergendal den konstnärsdrivna plattformen TAPKO tillsammans med Jørgen Carlo Larsen och Cai Ulrich von Platen. TAPKO bjöd in kollegor från hela Europa för att undersöka platsspecifika strategier runt om i Köpenhamn.  Kerstin Bergendal tilldelades Bror Eves stipendium av Konstfrämjandet 2014 och Eckersbergmedaljen 2007.  

## Verk i urval
- Hvor går din sti hen? (Munkeruphus, 2015)[8]
- PARK LEK (Sundbyberg, Marabouparken konsthall, 2010-2014)[1][2][9]
- A new pavilion for Marabouparken (Marabouparken konsthall, 2014)[10][11]
- Twenty Days in Viborg - A Journey (Viborg, Viborg Kunsthal, 2010-2013)[12]
- open plan - new commons for trekroner (Trekroner, 2011)[13]
- A new playground for Ballerup (Østerhøj, 2004)[14][15]
- match-stick-car-liquorice-shoe-lace (KØS - museum of art in public spaces, 2004)
- A territory (Søndermarken, 2003)[16]
- The Memory Box Project (Trekroner, 2003-2011)[17]
- A space in between (Malmö, 1996)

## Utmärkelser
- 2015, 2014, 2006, 2003, 1998 Statens Kunstfond arbetsstipendie
- 2014 Bror Ejves Stipendium, Konstfrämjandet
- 2011, 2012 Statens Konstråd Samverkansprojekt
- 2011 Blå Abe-prisen
- 2007 Akademiraadet, Eckersbergmedaljen
- 2004 Ny Carlsbergfondet, resestipendie
- 2003 Niels Larsen Stevns legat / Den Frie Udstillingsbygning
- 2001 Statens Kunstfonds Udsmykningsudvalg, opgave
- 1999 Statens Kunstfond, præmiering
- 1998 Pollock- Krasner Foundation Grant
- 1997 Statens Kunstfond
- 1993, 1995 Morten Ziehelrs fond
- 1994 Akademiraadet
- 1992 Uddenberg Nordingske Stiftelsens Lilla Konstnärspris
- 1991 Carl og Bendikte Brummers Legat
- 1991 C og M Paighs legat
- 1991 Dansk kvindesamfunds Legater
- 1989, 1991 Dansk-Svensk Samarbejdsfond